# Festival du film d'éducation d'Évreux
Le festival international du film d'éducation d'Évreux est un festival devenu européen et international qui a lieu chaque année en novembre depuis 2005 et propose une sélection plus de 70 films courts et longs métrages qui racontent des histoires d'éducation. Le festival est compétitif depuis 2007. Les documentaires, films d'animation et fictions sélectionnés témoignent des différentes problématiques de l’éducation (thématiques ou parcours de vies mettant en avant  la citoyenneté,  la santé, la solidarité, l’environnement, la lutte contre toutes les discriminations et les exclusions, la prévention des risques, l’éducation artistique, la réinsertion, la transmission des savoirs, l’apprentissage, l’éducation à travers les âges et les cultures, etc.).

## Des films qui racontent des histoires d’éducation
Le Festival du film d’éducation, c’est d’abord un festival de cinéma avec sa sélection de films et sa programmation, qui permet des rencontres avec des réalisateurs, des producteurs et des acteurs du monde de l’éducation au sens le plus large.
Les films proposés racontent des histoires d'éducation, qui font écho à nos préoccupations les plus actuelles. Ils nous montrent, à partir d'une action organisée et intentionnelle, d'un événement ou d'une rencontre, des parcours de vie choisis ou subis, des situations de transmission, d’initiation ou d’apprentissage, des périodes de ruptures, dans un cheminement qui transforme un ou des personnages, et fait qu'ils ne sont plus les mêmes à la fin. Ces films peuvent prendre plusieurs formes (fiction, documentaire, animation court ou long…).
Les films d’éducation peuvent concerner, entre autres : l'enfance, l'adolescence, les mondes de la famille, du travail, de l'école, de l'insertion sociale et professionnelle, du handicap, du sport, des loisirs, la mixité, la diversité sociale et culturelle, toute forme de situation mettant en jeu le vivre ensemble, l'autorité, la transmission…
Des films qui au-delà de l'émotion qu'ils suscitent, invitent le spectateur au questionnement et ouvrent des possibilités de réflexion individuelle ou collective.
Le film d’éducation permet d’accéder aux défis que nous avons tous à relever dès lors qu’après avoir eu, un moment, nos enfants dans les bras, nous nous retrouvons avec nos enfants sur les bras. Le film d’éducation est porteur de ce qui fait tenir l’homme debout, ce qui l’empêche de s’avachir dans le présent : le souci du futur.

## Histoire
Le Festival a été créé par Jean-Paul Cayeux, alors directeur du Centre départemental de documentation pédagogique (CDDP) de l'Eure, avec le soutien du Centre régional de documentation pédagogique (CRDP) de Haute-Normandie et en partenariat avec la Direction de la protection judiciaire de la jeunesse (DPJJ) et les CEMEA.
À partir de la 4e édition, le festival est organisé par les CEMEA. Il est dirigé par Christian Gautellier, la programmation est coordonnée par Jacques Pelissier. Trois jurys décernent trois prix chaque année. À partir de 2014, et à l'occasion des 10 ans du festival a été créé le Prix du long métrage d'éducation, pour soutenir la diffusion de ce film dans toutes les éditions organisées sur toute la France métropolitaine et des outre-mer.
Chaque année, plusieurs conférences et tables rondes publiques étudient une question d'éducation et des rencontres réalisateurs public sont mises en place.
Des éditions décentralisées du festival ont lieu sur tout le territoire métropolitain et en outre mer, elles reprennent notamment la diffusion des films primés. Elles sont mises en place par le réseau des Associations territoriales des Ceméa. En 2014, le festival s'ouvre à la programmation européenne de manière encore plus affirmée. Il reçoit dans ce cadre le soutien de L'Union européenne, à travers le Fond Europe Créative Médias.
En 2014 ont été attribués, par un jury spécial, les Coups de cœur de 10 ans de festival du film d'éducation à trois films :  Miniyamba, réalisé par Luc Perez, Au Tribunal de l'enfance réalisé par Adrien Rivollier et  Mud réalisé par Jeff Nichols. Parmi une sélection de 20 films issue des plus de 300 films programmés depuis 10 ans. En 2019, pour les 15 ans du festival, un Prix spécial a été attribué à Irwin Anneix, auteur réalisateur et créateur multimédia, pour la qualité de ses créations dans le domaine des nouvelles images, de dispositifs transmédias, et webséries interactives, sélectionnées régulièrement dans le festival.

## Thèmes et intervenants des tables rondes
2005
- Parrain : Philippe Meirieu
- Table ronde "Éduquer et contraindre" : Philippe Jeanmet, Xavier Mauratille, Nicolas Dumont, et Adrien Rivollier
- Table ronde "Éduquer et instruire" : Elisabeth Martin, Noël Alpi et Agnès Paon
- Table ronde "Éduquer et vivre ensemble" : Agnès Sirota, Christian Gautellier et Nicolas Cornut.

2006
- Parrain : Pierre Arditi
- Tables rondes animées par Françoise Carraud (chercheuse à l'INRP)
- Table ronde "Les figures et les lieux de l'autorité" : Antoine Prost, Eirick Prairat et Philippe Bilger
- Table ronde "L'autorité, savoirs et valeurs" : Jean François, Sami Aldeeb et Michel Fize
- Table ronde "La «fin» de l'autorité ?" : Didier Livio, Serge Vallon et Michaël Fœssel.

2007
- Tables rondes animées par Françoise Carraud (chercheuse à l'INRP)
- Table ronde "Quels lieux d’éducation pour construire une identité culturelle ?" : Christian Gautellier (CEMÉA, Paris) , Cécile Taillandier (Cap Canal, Lyon), Alain Berestetsky (Fondation 93[2], Seine Saint-Denis)
- Table ronde "Quels lieux d’éducation pour devenir un acteur de la société ?" : Jean Chambry (pédopsychiatre, Val de Marne), Bernard Bier (Institut national de la jeunesse et de l’éducation populaire, INJEP, Paris) , Julie Delalande (ethnologue au CERSE[3], Caen)
- Table ronde "Quels lieux d’éducation pour travailler avec d’autres ?" : Jean-Luc Tomas (CNAM[4], Paris), Bernard Delattre (AGSAS[5], Rouen), Philippe Astier (ISPEF[6], Lyon 2).

2008
- Tables rondes animées par Jean François (intervenant en IUFM sur la psychosociologie des adolescents).
- Table ronde « De la parenté à la parentalité » : Anne-Marie Chartier (agrégée de philosophie, docteur en sciences de l’éducation auprès de l'INRP[7]), Nicole Geneix (directrice de « L'observatoire de l'enfance »[8]) et Christine Colin-Chen.
- Table ronde « Parents et Scolarité » : Philippe Meirieu, Éric Nédélec (chargé de mission à l'ANLCI) et Bernard Marchand.
- Table ronde « Tâches et responsabilités parentales au quotidien » : Patrice Huerre (psychiatre des hôpitaux et psychanalyste), Dominique Vandenbussche (coordinateur du REAAP de Seine-Maritime[9]) et Isabelle Maubert-Guilloux.

2009
- Tables rondes animées par Jean François (intervenant en IUFM, formateur Politiques éducatives des CEMÉA sur Éducation et Mixités.
- Table ronde : "Les mixités d’hier et d’aujourd’hui", avec Marie Raynal, Rédactrice en chef de la revue « Diversité – Ville École Intégration », et la participation de Manuel Boucher (Directeur du laboratoire d’études et de recherches en sciences sociales de l’IDS), Isabelle Leborgne (Association Havraise pour l’accueil, la médiation et l’insertion).
- Table ronde : "Les mixités : différences ou inégalités ?" avec Patrick Savidan, Président de l’Observatoire des inégalités, et la participation de Aurélie Lefebvre (Conseil Général de l’Eure), Serge Bacherot (CEMÉA – Groupe de recherche violences et genre).
- Table ronde : "ici, Mixités, métissages, identités… menacés ?" avec Anne-Karine Stocchetti (Association Optimômes) et Jonathan Lévy (Éducation à la Paix, Protection Judiciaire de la Jeunesse).

2010
- Tables rondes animées par Jean François (intervenant en IUFM, formateur Politiques éducatives des CEMÉA sur  Société et médiations.
- Table ronde : "Quelles médiations et quels médiateurs ? avec Chantal Lepvrier, déléguée du Médiateur de la République de l’Eure, Laurent de Caigny, vice-procureur de la République près le tribunal de Lille.
- Table ronde :  "L’activité médiatrice, avec Nahima Laïeb, formateur-chercheur auprès de la Direction des Enseignements et de la Recherche à l’École nationale de Protection Judiciaire de la Jeunesse, Martine Lecomte, principale au collège Jules Verne de Déville- Lès-Rouen, Jacques Frot, comédien et directeur artistique de la Compagnie des Omérans.
- Table ronde : "Médiation et familles" avec Michèle Savourey, psychologue clinicienne, Monique Salaün, chef de service d’un espace lien familial au sein de l’ADAEA (Association départementale d’Aide à l’Enfance et aux Adultes en Difficultés), et Elisabeth Pagenaud, médiatrice familiale.

2011
- Table ronde : « Cyberviolence : pratiques des jeunes et climat scolaire », animée par Christian Gautellier. Avec Catherine Blaya professeur en sciences de l’éducation à l’IREDU, université de Bourgogne.
- Table ronde : « La différence : une force ou une faiblesse à l’enfance et à l’adolescence ? », animée par Jean François, avec Véronique Nahoum- Grappe, Anthropologue, (EHESS, Paris) et Patrice Huerre, Psychiatre des hôpitaux, psychanalyste.
- Table ronde : « Filles et garçons : grandir ensemble ? », animée par Danielle Colombel, avec Dominique Pasquier, sociologue, directrice de recherche au CNRS et Jean François, professeur de lettres honoraires, membre des CEMÉA.
- Table ronde : « La famille et l’éducation des enfants. Quelles propositions en réponse aux préoccupations des parents ? », animée par Jean François, avec Gilles Monceau, chercheur en sciences de l’éducation à l’Université Paris VIII, avec Marie- Dominique Saelen, Assistante sociale à la Caf de l’Eure et Corinne Roulle, Conseillère en économie familiale à la Caf de l’Eure.

2012
- Réussite scolaire et élèves décrocheurs. Avec Étienne Douat, sociologue, maître de conférences à l’université de Poitiers et membre du GRESCO (Groupes de Recherches et d’Études Sociologiques de Centre Ouest) et Laurence Sautreuil diplômée assistante de service social depuis 1980, Laurence Sautreuil a déroulé sa carrière professionnelle au sein du Conseil général de l’Eure.
- La laïcité aujourd’hui : principes et enjeux fondateurs.  Avec Henri Peña-Ruiz, philosophe, écrivain, professeur.
- Identité et altérité : différences culturelles et souffrance de l’identité. Avec Jean-William Wallet, professeur émérite de psychologie clinique interculturelle, expert judiciaire près la Cour d’Appel d’Amiens et enseignant chercheur.
- Jouer, c’est sérieux !    Avec Jean-Baptiste Clerico, directeur des CEMÉA Provence-Alpes-Côte-d'Azur (PACA) et docteur en psychologie sociale et Briançon, président de l’association des ludothèques (ALF) de Haute-Normandie, vice-président de l’ALF nationale et directeur de l’association « La Semaine des 4 Jeudis » de Louviers.

2013
- Les troubles de l'apprentissage. Avec Léonard Vannetzel, psychologue praticien, et enseignant à Paris-Descartes, Pierre et Marie Curie.
- Les enfants dans la ville. Avec Thierry Paquot, philosophe de l’urbain, professeur des Universités (Institut d’urbanisme de Paris).
- Un langages, des langages. Avec Françoise Hickel, Docteur en science du langage, formatrice PJJ en Ile-de-France et Patrice Huerre, psychiatre des hôpitaux et psychanalyste.
- Parents, enfants, et internet, démission impossible. Avec Marie Derain, Défenseure des enfants, Sophie Jehel, maître de conférences en sciences de l’information et de la communication Université Paris 8-Vincennes-Saint Denis, Chercheur au Laboratoire CEMTI (Centre d’étude sur les médias, les technologies et l’internationalisation) et Brigitte Larson-Languepin, fondatrice et responsable du projet associatif de l’Association Actions Prévention, intervenante spécialisée en prévention santé.

2014
- Apprendre à penser à l’école pour refonder la démocratie. Avec Philippe Meirieu, professeur des universités en sciences de l’éducation à l’université Lumière-Lyon 2.
- Les politiques éducatives, une co-construction de projets ?. Avec Gilbert Berlioz, Directeur du cabinet CRESS (Conseil Recherche Évaluation en Sciences Sociales) et Joëlle Bordet, psychosociologue, chercheuse au Centre Scientifique et Technique du Bâtiment.
- Quelle rencontre entre le cinéma et l’éducation ?. Avec Thomas Stoll, coordination nationale de Passeurs d’images, chargé de cours en cinéma au Cnam, Hélène Milano, actrice et auteure réalisatrice et François Xavier Drouet réalisateur.
- L’adolescence. Avec Jean Denizot, réalisateur du film La Belle vie, Florence Cailleau, animatrice coordinatrice dans l’association  Kiosque d'ateliers intervenant auprès des adolescents depuis plus de 12 ans et des jeunes ambassadeurs des droits de l'enfant.

2015L’éducation (en 3 débats).
- La gouvernance de l’Internet, ou comment bâtir la société numérique du partage avec la participation de  Divina Frau Meigs ;
- Quels concepts, quelles pratiques et politiques mettre en œuvre pour mieux vivre ensemble ? Avec la participation de Michel Sauquet, Martine Pretceille ;
- Les territoires et leurs populations : véritable séparatisme social et culturel ? Avec la participation de Michel Bussi, Violaine Girard ; Le cinéma et les jeunes, Nachiketas Wignesan

2016Réfléchir l’éducation (en 3 débats) ;
- Quelle économie, quelle éducation pour une société humaine et durable ?  avec la participation de Patrick Viveret ;
- L’éducation et l’avenir de l’Europe / L’éducation est l’avenir de l’Europe avec la participation de Janice Richardson, Jean-Luc Prigent ;
- La prévention des conduites addictives chez les jeunes, ça marche !  avec la participation de Dr Olivier Phan, Denis Lejay, Caroline Veltcheff.

2017Réfléchir l’éducation (en 3 débats).
- Le droit en partage, avec la participation de Jacques Commaille ;
- Publics en marge, publics  exclus, quel accompagnement social aujourd’hui ?, avec la participation de Céline Adloff, Nina Reiprich, Anne-Marie Dieu ;
- Réussir le lien avec les familles, avec la participation de Jean-Louis Auduc, Samuel Le Bas, Jean-Jacques Lion.

2018Réfléchir l’éducation (en 3 débats).
- Les nouvelles formes de familles et de parentalités, avec la participation de Irène Théry, Pauline Domingo ;
- Prévenir le sexisme et le harcèlement à l’école, avec la participation de Lisa Azuelos, Oliva Gaillard ;
- Éducation, Jeunes enfants et précarité, avec la participation de Marie-Aleth Grard, Sandrine Guichet, Anne-Marie Dandres.

2019Réfléchir l’éducation (en 3 débats). 
- Un droit pour les enfants de vivre sur une terre durable, un devoir pour les adultes avec la participation de Sandrine Paillard ;
- Droits de l'enfant et devoir(s) d'éducation des adultes, avec la participation de Philippe Meirieu et Pierre Delion ;
- Concilier protection de l'enfance et droits des enfants, comment est-ce possible ? avec la participation de Anne Devreese, Corinne Fritz et Agnès Gindt-Ducros.

## Films distingués
- 2007. Pour sa troisième édition, le festival du film d'éducation propose à un jury de professionnels de l'audiovisuel et de l'éducation et à un jury « jeune » de remettre trois prix. Ont été ainsi primés :
  - Grand prix du Grand Jury : It's Not a Gun[10] d'Héléna Cotinier et Pierre-Nicolas Durand,
  - Prix spécial du Grand Jury : Sans papiers ni crayon[11] de Marie Borrelli[12],
  - Prix du Jury Jeunes : Nisida, grandir en prison [13] de Lara Rastelli.
- 2008
  - Grand prix du Grand Jury : D'une seule voix de Xavier de Lauzanne[14],
  - Prix spécial du Grand Jury : L'École nomade de Michel Debats,
  - Prix du Jury Jeunes : Article 43 réalisé par Denise Gillian,
  - Mention : Cherche toujours, réalisé par Étienne Chaillou et Mathias Théry.
- 2009
  - Grand prix du Jury : Une ombre au tableau, réalisé par Amaury Brumauld,
  - Prix spécial du Grand Jury : 18 ans, réalisé par Frédérique Pollet-Rouyer,
  - Prix du Jury Jeunes : Je veux apprendre la France, réalisé par Daniel Bouy,
  - Mention du Grand Jury : Ecchymoses, réalisé par Fleur Albert,
  - Mention du Jury Jeunes : Film d’amour, réalisé par Alexandre Baumgartner.
- 2010
  - Grand prix du Jury : Parure pour dames, réalisé par Nathalie Joyeux (Les Films d’Ici),
  - Prix spécial du Grand Jury : Une vie normale. Chronique d’un jeune sumo, réalisé par Jill Coulon (Quark Productions),
  - Prix du Jury Jeunes : Manu, une histoire de M.E.C., réalisé par Vincent Deveux (Wallonie Image Production),
  - Mention du Grand Jury : Profs sur le fil, réalisé par Rebecca Houzel (Point du Jour)
  - Mention du Jury Jeunes : Les Porteurs d’espoir, réalisé par Fernand Dansereau (Office National du Film du Canada).
- 2011
  - Grand prix du Jury ex æquo : Le Bonheur Terre promise, réalisé par Laurent Hasse et La Mort de Danton, réalisé par Alice Diop
  - Prix du Jury Jeunes : La Machina, réalisé par Thierry Paladino
  - Mention du Grand Jury : Ceux qui possèdent si peu, réalisé par Vincent Maillard
  - Mention du Jury Jeunes : Ceux qui possèdent si peu, réalisé par Vincent Maillard
- 2012
  - Grand prix du Jury : Le Libraire de Belfast, réalisé par Alessandra Celesia
  - Prix spécial du Grand Jury : Fille du calvaire, réalisé par Stéphane Demoustier
  - Prix du Jury Jeunes : L’Amour à trois têtes, réalisé par Elsa Lévy
  - Mention du Grand Jury : Le Jeune Homme et la Mort, réalisé par Samuel Poisson-Quinton
  - Mention du Jury Jeunes : Racine, le déchaînement des passions, réalisé par Catherine Maximoff
- 2013
  - Grand prix du Jury : La Chasse au snark, réalisé par François-Xavier Drouet
  - Prix spécial du Grand Jury : Ombres et Lumières, réalisé par Charline Caron et Antonio Gomez Garcia
  - Prix du Jury Jeunes : Le Mûrier noir, réalisé par  Gabriel Razmadze
  - Mention du Grand Jury : Étincelles, réalisé par Alexandra Santender
  - Mention du Jury Jeunes : Quel cirque !, réalisé par Philippe Cornet
  - Prix des internautes : Semences de notre cour (les)/ Sementes do nosso quintal… réalisé par Fernanda Heinz Figueiredo
- 2014
  - Grand prix du Jury : Les Jours d’avant[15] réalisé par Karim Moussaoui
  - Prix du Jury Jeunes : Discipline[16], réalisé par Christophe M. Saber
  - Prix du long métrage : Light Fly, Fly High[17] réalisé par  Beate Hofseth et Susann Østigaard.
  - Mention du Grand Jury : The Shirley Temple[18] réalisé par  Daniela Scherer.
  - Mention du Jury Jeunes : Où je mets ma pudeur[19] ? réalisé par Sébastien Bailly.
- 2015
  - Prix du long métrage : : Toto et ses sœurs réalisé par Alexandre Nanau
  - Prix du Jury Jeunes : Je fais bien de me rappeler réalisé par César Roldan
  - Grand Prix du jury : Le Mur et l'eau réalisé par Alice Fargier
  - Mention du Grand Jury : Cap aux bords réalisé par François Guerch
  - Mention du Jury Jeunes : Jackie réalisé par Giedrius Tamosevicius
- 2016
  - Prix du long métrage : Diamond Island réalisé par Davy Chou
  - Prix du Jury Jeunes : Alike réalisé par Daniel Martinez Lara et Rafa Cano Mendez
  - Grand Prix du jury : Pas comme des loups réalisé par Vincent Pouplard
  - Mention du Grand Jury : Cap aux bords réalisé par François Guerch
  - Mention du Jury Jeunes
- 2017
  - Prix du long métrage : Heartstone réalisé par Guðmundur Arnar Guðmundsson
  - Prix du Jury Jeunes : Les Enfants du terril réalisé par Anne Gintzurger, Frédéric Brunnquel
  - Grand Prix du jury : La Bonne Éducation réalisé par Gu YU
  - Mention du Grand Jury : Rock'nrollers réalisé par Daan Bol
  - Mention du Jury Jeunes : Les Enfants de la jungle réalisé par Stéphane Marchetti, Thomas Dandois
  - Prix spécial : Le Saint des voyous réalisé par  Maïlys Audouze
- 2018
  - Grand prix du Jury : Les lucioles[20], réalisé par Bérangère Jannelle
  - Prix du Jury Jeunes :  Like Doll's I'll rise[21], réalisé par Nora Philippe
  - Prix du long métrage : Communion[22], réalisé par Anna Zamecka
  - Mention du Jury Jeunes : Le cri est toujours le début d’un chant[23], réalisé par Clémence Ancelin.
- 2019
  - Prix du long métrage  La Communion/Corpus Christi réalisé par Jan Komasa,
  - Prix du Jury Jeunes :  Mémorable, réalisé par Bruno Collet
  - Prix du film d'éducation : Le Choix d'Erik, réalisé par Robin Hunzinger
  - Mention des Jurys : Skin réalisé par Guy Nattiv
  - Mention spéciale du jury des longs métrages : Le Bon Grain et l'Ivraie de Manuela Frésil
  - Prix spécial 15e édition décerné à Irwin Anneix pour ses réalisations interactives et transmédias

## De nombreux partenaires
- Le Conseil départemental de l'Eure
- La ville d'Evreux
- L'ENPJJ (Ministère de la Justice)
- Le Réseau Canopé
- La Cnaf et la Caf de l'Eure
- Le Conseil régional de Normandie
- Le Ministère de l’Éducation nationale et de la Jeunesse
- Le Ministère des Outre-mer
- Le Ministère de la Culture
- Le Ministère de la Cohésion des territoires et des relations avec les collectivités territoriales
- La Préfecture de l'Eure
- Le Commissariat général à l'Égalité des Territoires (ex ACSE)
- La DILCRAH
- Le Fonds MAIF pour l'éducation
- La MGEN
- La CASDEN
- Le Défenseur des Droits
- Les Éditions Milan
- Le CNC
- Télérama
- FranceTvéducation

Le Festival a été soutenu par le Programme Média, Europe Créative de l'Union européenne